# August Zamoyski
August Zamoyski (Jabloń, 28 giugno 1893 – Saint-Clar-de-Rivière, 19 maggio 1970) è stato uno scultore polacco, membro dei gruppi Bunt e Formiści.
Fu autore di composizioni in pietra in forme semplificate e geometriche. Le sue prime opere furono influenzate dal Cubismo francese e dal Futurismo italiano. Negli anni venti sviluppò uno stile monumentale personale, in cui si richiamava al Classicismo. Nel suo ultimo periodo realizzò opere religiose di forte espressività.